# United States Medical Licensing Examination
United States Medical Licensing Examination (USMLE) – trzystopniowy system egzaminów weryfikujący wiedzę i umiejętności osób pragnących wykonywać zawód lekarza na terenie Stanów Zjednoczonych.
USMLE obejmują egzaminy: Step 1 (nauki podstawowe), Step 2 (nauki kliniczne, część teoretyczna i praktyczna) oraz Step 3 (praktyczne zastosowanie wiedzy medycznej umożliwiające samodzielną praktykę na terenie Stanów Zjednoczonych). Do rozpoczęcia podyplomowego szkolenia zawodowego w USA  – rezydentury – potrzebny jest dyplom uczelni medycznej i wyniki co najmniej egzaminów Step 1 oraz Step 2. Egzamin Step 3 najczęściej można zdawać już po rozpoczęciu rezydentury.
Konieczność zdawania tych egzaminów dotyczy każdego: zarówno obywatela USA, jak i obcokrajowca. Ten pierwszy podlega w zakresie egzaminów instytucji NBME (National Board of Medical Examiners), ten drugi – Komisji Edukacyjnej ds. Foreign Medical Graduates (ECFMG),  która jest instytucją potwierdzającą posiadanie odpowiednich kwalifikacji i wykształcenia przez kandydatów spoza USA. Takie potwierdzenie to ECFMG Certificate. Aby otrzymać Certyfikat ECFMG, konieczne jest dopełnienie kilku formalności, szczegółowo opisanych na stronach ECFMG. Strony ECFMG to ostateczne, pewne źródło informacji dotyczących tych wymagań. 
Egzaminy Step 1 i Step 2: Clinical Knowledge można zdawać w centrach egzaminacyjnych w wielu miejscach na świecie (najbliżej Polski – w Berlinie i Wilnie), Step 2: Clinical Skill oraz Step 3 – wyłącznie na terenie USA. 

## Step 1
Egzamin trwa 8 godzin, podzielonych na 7 godzinnych sesji (przerwy między nimi ustawia się samodzielnie, są one sumowane do maksymalnie 60 minut). W każdej z sesji jest 50 pytań, nie podzielonych na poszczególne przedmioty ale 'wymieszanych'.

## Step 2
Jest to egzamin dwuczęściowy, składa się z testu sprawdzającego wiedzę teoretyczną (Clinical Knowledge), oraz egzaminu praktycznego: badania 12 pacjentów (Clinical Skills).
Egzamin z Clinical Knowledge obejmuje 370 pytań, trwa 9 godzin, podzielony jest na 8 godzinnych sesji (przerwy między nimi ustawia się samodzielnie, są one sumowane do maksymalnie 60 minut).
Egzamin z Clinical Skills obejmuje badanie 12 pacjentów i sporządzenie z tych badań notatek w medycznym formacie SOAP, ułatwiającym porozumiewanie się wszystkich osób prowadzących opiekę nad pacjentem.

## Step 3
Jest to dwudniowy egzamin niezbędny do samodzielnego ponoszenia odpowiedzialności za pacjentów - nie jest konieczny do otrzymania ECFMG Certificate i rozpoczęcia rezydentury w USA (z wyjątkiem sytuacji określonych przez amerykańskie prawo wizowe). 
Egzaminy USMLE są wyczerpująco opisane na stronach USMLE. Zainteresowani lekarze mogą z nich pobrać materiały instruktażowe. 